# Bandai Namco Pictures
Bandai Namco Pictures Inc. (яп. 株式会社バンダイナムコピクチャーズ, Kabushiki gaisha Bandai Namuko Pikuchāzu), також відома як BN Pictures та BNP — японська анімаційна студія. Вона є спін-офом компанії Sunrise, дочірнього підрозділу Bandai Namco Filmworks, яка належить Bandai Namco Holdings. Компанія була створена в рамках середньострокового плану управління Bandai Namco Holdings щодо реструктуризації. Всі аніме-інтелектуальні власності та виробничі підрозділи Sunrise, орієнтовані на дітей та сім'ї, були передані Bandai Namco Pictures. Компанія розпочала свою діяльність у квітні 2015 року.

## Історія

Додатковий логотип студії, який використовується в рекламі, титрах і офіційному каналі на YouTube поряд з логотипом 2022 року.

12 лютого 2015 року Bandai Namco Holdings оголосила про плани реструктуризації через трирічний середньостроковий план управління. Компанія прагнула зосередити свої ресурси на створенні нових інтелектуальних власностей (intellectual properties IP) та комерційно успішних персонажів, що вимагало більш швидкого планування та часу на розробку для задоволення цих вимог. Керівники Bandai Namco також вважали, що для зміцнення своєї галузі створення IP необхідно посилити зв'язки з галуззю іграшок та хобі, оскільки це призведе до сильних взаємин між двома підрозділами та дозволить здійснювати майбутні співпраці в розробці продуктів.
В рамках зусиль щодо виконання цих завдань, Bandai Namco Pictures була заснована в квітні 2015 року в районі Неріма, Токіо. Очолювана Масаюкі Озакі, представницьким директором анімаційної студії Sunrise, компанія повинна була очолити проект своєї материнської компанії «Зміцнення виходу IP» та зосередитися на створенні нових персонажів і франшиз, зокрема тих, що орієнтовані на дітей та сім'ї. Bandai Namco Pictures також співпрацювала з підрозділом іграшок та хобі Bandai Namco Holdings для зміцнення зв'язків між двома напрямками останньої компанії. Студія поглинула виробничі підрозділи Sunrise, що стосуються IP, орієнтованих на дітей, ставши повністю власною дочірньою компанією Sunrise і частиною відділу створення IP Bandai Namco.
Першим проектом компанії була Aikatsu!, аніме, засноване на аркадній картковій грі Bandai з тією ж назвою, яку до того часу виробляла студія Sunrise. Окрім роботи над уже існуючими франшизами, Bandai Namco Pictures також займалася виробництвом кількох оригінальних проектів, таких як стоп-моушн анімаційний серіал Milpom!. Студія зосереджувалася переважно на серіях і персонажах, орієнтованих на дітей та сім'ї, хоча деякі проекти, такі як Tiger & Bunny та серіал Gintama, були спрямовані на старшу аудиторію. Компанія регулярно співпрацює з іншими дочірніми підрозділами Bandai Namco Holdings; у 2016 році вона об'єднала зусилля з Bandai Namco Entertainment для створення Dream Festival!, мультимедійної франшизи, що фокусується на відеоіграх і оригінальних мережевих анімаціях.
У серпні 2018 року Bandai Namco Pictures відкрила підрозділ в Осакі, Bandai Namco Pictures Osaka Studio, з метою цифрового перенесення анімації для скорочення часу виробництва. Компанія сподівалася, що успіх і продуктивність Osaka Studio дозволять відкрити додаткові офіси в Японії, а в майбутньому й за кордоном. Через рік, у жовтні, Pictures поглинула Studio Dub, анімаційного субпідрядника, заснованого колишніми аніматорами Sunrise. Поглинання призвело до перейменування компанії на Bandai Namco Pictures Iwaki, хоча вона продовжує використовувати назву Studio Dub для своїх проектів.

## Праці

### Телесеріали
| Назва                                                                       | Режисер(и)                          | Початок показу   | Кінець показу     | Еп. | Прим.  |
| --------------------------------------------------------------------------- | ----------------------------------- | ---------------- | ----------------- | --- | ------ |
| Battle Spirits: Burning Soul                                                | Куніхіса Сугісіма                   | 1 квітня, 2015   | 30 березня, 2016  | 51  | [ 8 ]  |
| Aikatsu!                                                                    | Рюїчі Кімура                        | 2 квітня, 2015   | 31 березня, 2016  | 52  | [ 9 ]  |
| Tribe Cool Crew                                                             | Масая Фуджіморі                     | 5 квітня, 2015   | 4 жовтня, 2015    | 26  | [ 10 ] |
| Gintama°                                                                    | Чізуру Міявакі                      | 8 квітня, 2015   | 30 березня, 2016  | 51  | [ 11 ] |
| Brave Beats                                                                 | Юта Мурано                          | 6 жовтня, 2015   | 27 березня, 2016  | 22  |        |
| Battle Spirits: Double Drive                                                | Куніхіса Сугісіма                   | 6 квітня, 2016   | 29 березня, 2017  | 51  | [ 8 ]  |
| Aikatsu Stars!                                                              | Теруо Сато                          | 7 квітня, 2016   | 29 березня, 2018  | 100 | [ 12 ] |
| Heybot!                                                                     | Шишо Іґарасі                        | 18 вересня, 2016 | 24 вересня, 2017  | 50  | [ 8 ]  |
| Gintama.                                                                    | Чізуру Міявакі                      | 8 січня, 2017    | 26 березня, 2017  | 13  | [ 8 ]  |
| Gintama. Porori-hen                                                         | Чізуру Міявакі                      | 1 жовтня, 2017   | 24 грудня, 2017   | 13  | [ 8 ]  |
| Gintama. Shirogane no Tamashii-hen                                          | Чізуру Міявакі                      | 7 січня, 2018    | 7 жовтня, 2018    | 26  | [ 11 ] |
| Aikatsu Friends!                                                            | Шишо Іґарасі                        | 5 квітня, 2018   | 26 вересня, 2019  | 76  | [ 13 ] |
| B-PROJECT～Zecchō＊Emotion～                                                | Макото Морівакі                     | 11 січня, 2019   | 29 березня, 2019  | 12  | [ 11 ] |
| Aikatsu on Parade!                                                          | Шишо Іґарасі                        | 5 жовтня, 2019   | 28 березня, 2020  | 25  | [ 14 ] |
| Welcome to Demon School! Iruma-kun                                          | Макото Морівакі                     | 5 жовтня, 2019   | 7 березня, 2020   | 23  | [ 15 ] |
| Motto! Majime ni Fumajime Kaiketsu Zorori                                   | Такахіде Оґата                      | 5 квітня, 2020   | 8 листопада, 2020 | 25  | [ 16 ] |
| Saikyō Kamizmode                                                            | Міцутоші Сато                       | 9 жовтня, 2020   | 9 квітня, 2021    | 26  | [ 17 ] |
| Aikatsu Planet!                                                             | Руїчі Кімура                        | 10 січня, 2021   | 27 червня, 2021   | 25  | [ 18 ] |
| Motto! Majime ni Fumajime Kaiketsu Zorori 2nd Season                        | Такахіде Оґата                      | 2 квітня, 2021   | 22 жовтня, 2021   | 25  | [ 19 ] |
| Cestvs: The Roman Fighter                                                   | - Тошіфумі Кавасе - Казуя Монма     | 15 квітня, 2021  | 24 червня, 2021   | 11  | [ 20 ] |
| Welcome to Demon School! Iruma-kun Season 2                                 | Макото Морівакі                     | 17 квітня, 2021  | 11 вересня, 2021  | 21  | [ 21 ] |
| Birdie Wing: Golf Girls' Story                                              | Такаюкі Інаґакі                     | 6 квітня, 2022   | 29 січня, 2022    | 13  | [ 22 ] |
| Motto! Majime ni Fumajime Kaiketsu Zorori 3rd Season                        | Такагіде Оґата                      | 6 квітня, 2022   | 21 вересня, 2022  | 25  | [ 23 ] |
| Raven of the Inner Palace                                                   | Чізуру Міявакі                      | 1 жовтня, 2022   | 24 грудня, 2022   | 13  | [ 24 ] |
| Welcome to Demon School! Iruma-kun Season 3                                 | Макото Морівакі                     | 8 жовтня, 2022   | 4 березня, 2023   | 21  | [ 25 ] |
| Malevolent Spirits: Mononogatari                                            | Руїчі Кімура                        | 10 січня, 2023   | 19 вересня, 2023  | 24  | [ 26 ] |
| Birdie Wing: Golf Girls' Story Season 2                                     | Такаюкі Інаґакі                     | 8 квітня, 2023   | 24 червня, 2023   | 12  | [ 27 ] |
| Wistoria: Wand and Sword                                                    | Тацуя Йошіхара                      | 7 липня, 2024    | TBA               | TBA | [ 28 ] |
| I Left My A-Rank Party to Help My Former Students Reach the Dungeon Depths! | Кацумі Оно                          | 12 січня, 2025   | TBA               | TBA | [ 29 ] |
| Mashin Genesis Wataru                                                       | Юмі Камакура                        | 12 січня, 2025   | TBA               | TBA | [ 30 ] |
| Rock wa Lady no Tashinamideshite                                            | Шинья Ватада                        | квітень 2025     | TBA               | TBA | [ 31 ] |
| 3-Nen Z-Gumi Ginpachi-Sensei                                                | - Макото Марівакі - Нацумі Хіґашіда | жовтень 2025     | TBA               | TBA | [ 32 ] |
| Shabake                                                                     | Такахіро Окава                      | 2025             | TBA               | TBA | [ 33 ] |

### Фільми
| Назва                                                          | Режисер(и)                        | Дата виходу                                                                   | Прим.                                                      |
| -------------------------------------------------------------- | --------------------------------- | ----------------------------------------------------------------------------- | ---------------------------------------------------------- |
| Kaiketsu Zorori: Uchū no Yūsha-tachi                           | Томоко Івасакі                    | 12 вересня, 2015                                                              | Спільне виробництво з Ajia-do Animation Works              |
| Aikatsu! Music Awards - The Show Where Everyone Gets an Award! | Шинья Ватада                      | 22 серпня, 2015                                                               |                                                            |
| Aikatsu Stars! The Movie                                       | Шинья Ватада                      | 13 серпня, 2016                                                               |                                                            |
| Aikatsu! The Targeted Magical Aikatsu Card                     | Рюїчі Кімура                      | 13 серпня, 2016                                                               | Подвійний сеанс з Aikatsu Stars! Фільм                     |
| Kaiketsu Zorori: ZZ no Himitsu                                 | Масая Фуджіморі                   | 22 листопада, 2017                                                            | Спільне виробництво з Ajia-do Animation Works              |
| Gintama: The Very Final                                        | Чізуру Міявакі                    | 8 січня, 2021                                                                 |                                                            |
| Hula Fulla Dance                                               | - Сейдзі Мідзусіма - Шинья Ватада | 3 грудня, 2021                                                                | [ 35 ]                                                     |
| Aikatsu Planet! The Movie                                      | Рюїчі Кімура                      | 15 липня, 2022                                                                |                                                            |
| Aikatsu! 10th Story ~Starway to the Future~                    | Рюїчі Кімура                      | 15 липня, 2022 (короткометражний фільм) 20 січня, 2023 (повнометражний фільм) | Короткометражна версія йшла в парі з Aikatsu Planet! Фільм |
| Kaiketsu Zorori: Lalala Star Tanjō                             | Такахіде Оґата                    | 9 грудня, 2022                                                                | Спільне виробництво з Ajia-do Animation Works              |

### OVA/ONA
| Назва                                | Режисер(и)                  | Початок показу   | Кінець показу     | Еп. | Прим.                                       |
| ------------------------------------ | --------------------------- | ---------------- | ----------------- | --- | ------------------------------------------- |
| Milpom! (пілот)                      | N/A                         | 20 березня, 2015 | N/A               | 1   | [ 36 ]                                      |
| Milpom!                              | N/A                         | 5 вересня, 2015  | 29 вересня, 2017  | 6   | [ 36 ]                                      |
| Dream Festival!                      | Юта Мурано                  | 23 вересня, 2016 | 16 грудня, 2016   | 12  | Спільно вироблено з Ajia-do Animation Works |
| Gintama°: Love Incense Arc           | Чізуру Міявакі Юїчі Фудзіта | 8 квітня, 2015   | 30 березня, 2016  | 2   |                                             |
| Dream Festival! R                    | Юта Мурано                  | 23 серпня, 2017  | 8 листопада, 2017 | 12  | Спільно вироблено з Ajia-do Animation Works |
| Gintama: Monster Strike-hen          | N/A                         | 29 серпня, 2019  | 4 вересня, 2019   | 2   |                                             |
| Fight League: Gear Gadget Generators | Дайсуке Накадзіма           | 14 лютого, 2019  | 8 серпня, 2019    | 26  | Спільно вироблено з XFLAG                   |
| Battle Spirits: Kakumei no Galette   | Масакі Ватанабе             | 28 серпня, 2020  | 23 квітня, 2021   | 5   |                                             |
| Aikatsu on Parade! Dream Story       | Шишо Іґарасі                | 28 березня, 2020 | 11 липня, 2020    | 6   |                                             |
| Tiger & Bunny 2                      | Міцуко Касе                 | 8 квітня, 2022   | 7 жовтня, 2022    | 25  | [ 38 ]                                      |